# へびつかい座ガンマ星
へびつかい座γ星（へびつかいざガンマせい、Gamma Ophiuchi, γ Oph）は、太陽系から見てへびつかい座の方向約97 光年の距離にある恒星で4等星。

## 特徴
A0のスペクトルを持つA型主系列星とされてきたが、2003年のR. O. Grayらの研究では A1VnkA0mA0 のスペクトルを持つとされた。これは「高速自転による幅の広い吸収線が見られる、A0のCa IIのK線、H線とその他の金属線を持つA1型の主系列星」であることを示している。太陽の2倍弱の質量を持つと見積もられており、その自転速度から主系列星として活動を始めて5000万年-2億7700年程度経過した若い星であると考えられている。
2007年には、スピッツァー宇宙望遠鏡による赤外線波長での観測結果から、中心星の周囲に半径64天文単位 (au) 程度の星周円盤が存在するとした研究結果が報告された。2022年に発表された Tim D.Pearceらのアルマ望遠鏡の観測データによる研究では、星周円盤は中心星から70-178 auの範囲に広がっているとされている。
U等級が+3.83等、B等級が+3.80等、V等級が3.75等と、波長毎の明るさに大きな差がないことから、1953年にジョンソンとモーガンが提案し、国際天文学連合に採用されたいわゆる「ジョンソンUBVシステム」において、V等級、U等級、B等級の基準とされた。UBVシステムにおいてV等級の原点は、北極標準星野にある国際式標準星の写真実視等級をV等級と同一とみなすことで定義され、U等級とB等級の原点は、A0Vのスペクトルを持つ、こと座α星（ベガ）、おおぐま座γ星、おとめ座109番星、かんむり座α星、うみへび座C星 (HR 3314) 、そしてへびつかい座γ星の6つの星の平均の U-B、B-Vを0とすることで（すなわち U=B=V とすることで）定められた。

## 名称
19世紀末アメリカのアマチュア博物家リチャード・ヒンクリー・アレンは、その著書『Star Names, Their Lore and Meaning』 (1899) の中で「「ムリフェン (Muliphen) 」という固有名があるが、由来は不明」としている。アラビア語の al-Muḥlifān を由来とするこの名前は、おおいぬ座γ星やケンタウルス座γ星などの名前にも使われていたが、2016年8月21日におおいぬ座γ星の固有名として「ムリフェイン (Muliphein)」が採用された。